# Shadowhunters
Shadowhunters är en  TV-serie som baseras på böckerna i bokserien The Mortal Instruments skriven av Cassandra Clare. Serien är delvis en reboot av filmen The Mortal Instruments: Stad av skuggor som baserades på den första boken i bokserien. TV-serien hade svensk premiär i början av 2016 på Netflix.

## Rollista

### Huvudroller
| Katherine McNamara | – Clary Fray         |
| Dominic Sherwood   | – Jace Wayland       |
| Alberto Rosende    | – Simon Lewis        |
| Emeraude Toubia    | – Isabelle Lightwood |
| Matthew Daddario   | – Alec Lightwood     |
| Harry Shum Jr.     | – Magnus Bane        |
| Isaiah Mustafa     | – Luke Garroway      |

### Återkommande roller
| Alan van Sprang       | – Valentine Morgenstern |
| Maxim Roy             | – Jocelyn Fray          |
| Jon Cor               | – Hodge Starkweather    |
| Sofia Wells           | – Unga Clary            |
| David Castro          | – Raphael Santiago      |
| Kaitlyn Leeb          | – Camille Belcourt      |
| Curtis Morgan         | – Pangborn              |
| Joel Labelle          | – Alaric                |
| Jade Hassouné         | – Meliorn               |
| Nicola Correia Damude | – Maryse Lightwood      |
| Paulino Nunes         | – Robert Lightwood      |
| Jack Fulton           | – Max Lightwood         |
| Stephanie Bennett     | – Lydia Branwell        |

### Svenska röster (i urval)
| Matilda Smedius  | – Clary Fray         |
| Nicklas Berglund | – Jace Wayland       |
| Joakim Tidermark | – Simon Lewis        |
| Anna Isbäck      | – Isabelle Lightwood |
| Victor Segell    | – Alec Lightwood     |

Övriga svenska röster: Nick Atkinson, Freja Ekstedt, Beata Harryson, Beata Hedman, Jasmine Heikura, Annika Herlitz, Fredrik Hiller, Buster Isitt, Jennie Jahns, Ayla Kabaca, Sebastian Karlsson, Mattias Knave, Lucas Krüger, Sally Martin, Anton Olofson Raeder, Mikael Regenholz, Anna Rydgren, Anna Sahlin, Mimmi Sandén, Victor Segell, Daniel Sjöberg, Norea Sjöquist, Matilda Smedius, Andreas Rothlin Svensson, Edwin Thunfors, Mikaela Tidermark, Joakim Tidermark och Urban Wrethagen.
- Dubbningsstudio (även produktion) – Dubberman (säsong 1), BTI Studios (säsong 2–3)
- Översättare – Mediaplant
- Adaption – John Kristiansson (säsong 1), Henrique Larsson (säsong 2–3 del 10), Joakim Elfgren (säsong 3 del 11 och framåt)
- Regissör och tekniker – John Kristiansson (säsong 1), Henrique Larsson (säsong 2–3 del 10), Joakim Elfgren (säsong 3 del 11 och framåt)

## Produktion
I oktober 2014 bekräftade Constantin Film att The Mortal Instruments skulle bli en TV-serie, med Ed Decter som producent. De hoppas att kunna anpassa hela bokserien till TV, om serien visas vara framgångsrik. Avsnitten kommer att vara en timme långa (50 minuter speltid) och starta från den första boken, City of Bones.
I april 2015 avslöjades det att Dominic Sherwood skulle spela rollen som Jace Wayland och den 6 maj att Katherine McNamara fått rollen som Clary Fray. De andra rollerna avslöjades under april och maj månad, med Harry Shum Jr. som Magnus Bane som det senaste tillskottet.
Inspelningen startade den 25 maj 2015 i Toronto, Kanada.